# Dracovermis occidentalis
Dracovermis occidentalis är en plattmaskart. Dracovermis occidentalis ingår i släktet Dracovermis och familjen Harmotrematidae. Inga underarter finns listade i Catalogue of Life.